# Klaus Meyer (Landrat)
Klaus Peter Matthias Meyer (* 15. März 1910 in Bleicherode; † 21. April 1973 in Lüneburg) war ein deutscher Jurist und Beamter. Von 1939 bis 1945 war er Landrat des Kreises Plön und von 1968 bis 1973 Vizepräsident des Oberverwaltungsgerichts Lüneburg.

## Leben
Nach einem Studium der Rechtswissenschaften in Graz, Hamburg, Heidelberg und Berlin wurde Meyer 1938 Regierungsrat im Rechtsministerium in Berlin. Zum 1. Januar 1933 trat er in die NSDAP (Mitgliedsnummer 1.460.864) und am 1. Juni 1933 in die SS ein (SS-Nummer 216.490). Von September 1939 bis 1945 war er Landrat des Kreises Plön. Da er aber im Juni 1940 freiwillig in den aktiven Wehrdienst wechselte, wurde er während der restlichen Zeit kommissarisch vertreten.
1948 erfolgte die Zulassung zum Verwaltungsrechtsrat und Rechtsanwalt in Plön. 1952 wurde er Oberregierungsrat in Kiel und 1953 Oberverwaltungsgerichtsrat am Oberverwaltungsgericht Lüneburg. Dort war er ab 1954 Vorsitzender Richter des 1. Senats für Bausachen. Von 1968 bis 1973 war er Vizepräsident des Gerichts.